# Liga dos Campeões da CAF de 2020–21 – Fase de Grupos
A Fase de Grupos da Liga dos Campeões da CAF de 2020–21 foi disputada entre 12 de fevereiro até 10 de abril de 2021. Um total de 16 equipes disputaram esta fase para definir os oito classificados para as oitavas de final.

## Sorteio
O sorteio para a fase de grupos foi realizado em 8 de janeiro de 2021.
| Pot     | Pote 1                                                                                             | Pote 2                                                                                    | Pote 3                                                                               | Pote 4                                                           |
| ------- | -------------------------------------------------------------------------------------------------- | ----------------------------------------------------------------------------------------- | ------------------------------------------------------------------------------------ | ---------------------------------------------------------------- |
| Equipes | - Al-Ahly (69 pts) - Wydad Casablanca (65 pts) - Espérance de Tunis (63 pts) - TP Mazembe (63 pts) | - Zamalek (54 pts) - Mamelodi Sundowns (49 pts) - Horoya (38 pts) - AS Vita Club (23 pts) | - Al-Hilal (21.5 pts) - Petro de Luanda (12 pts) - Simba (12 pts) - MC Alger (7 pts) | - Al-Merrikh (4 pts) - CR Belouizdad - Teungueth - Kaizer Chiefs |

## Calendário
O calendário para a fase de grupos é o seguinte:
| Rodada          | Datas                      |
| --------------- | -------------------------- |
| Primeira rodada | 12–13 de fevereiro de 2021 |
| Segunda rodada  | 23 de fevereiro de 2021    |
| Terceira rodada | 5–6 de março de 2021       |
| Quarta rodada   | 16 de março de 2021        |
| Quinta rodada   | 2–3 de abril de 2021       |
| Sexta rodada    | 9–10 de abril de 2021      |

## Grupos

### Grupo A
| Pos. | Equipe       | Pts | J | V | E | D | GP | GC | SG  |
| ---- | ------------ | --- | - | - | - | - | -- | -- | --- |
| 1    | Simba        | 13  | 6 | 4 | 1 | 1 | 9  | 2  | +7  |
| 2    | Al-Ahly      | 11  | 6 | 3 | 2 | 1 | 11 | 5  | +6  |
| 3    | AS Vita Club | 7   | 6 | 2 | 1 | 3 | 10 | 12 | –2  |
| 4    | Al-Merrikh   | 2   | 6 | 0 | 2 | 4 | 4  | 15 | –11 |

|              | AHL | VIT | SIM | MER |
| ------------ | --- | --- | --- | --- |
| Al-Ahly      |     | 2–2 | 1–0 | 3–0 |
| AS Vita Club | 0–3 |     | 0–1 | 3–1 |
| Simba        | 1–0 | 4–1 |     | 3–0 |
| Al-Merrikh   | 2–2 | 1–4 | 0–0 |     |

| 12 de fevereiro de 2021 | AS Vita Club | 0 – 1     | Simba            | Stade des Martyrs, Kinshasa |
| 20:00 (UTC+1)           |              | Relatório | Mugalu 61' (pen) | Árbitro: GAM Bakary Gassama |

| 16 de fevereiro de 2021 | Al-Ahly                              | 3 – 0     | Al-Merrikh | Estádio Internacional do Cairo, Cairo |
| 21:00 (UTC+2)           | Magdy 57' · Kahraba 63' · Bwalya 71' | Relatório |            | Árbitro: ZAM Janny Sikazwe            |

| 23 de fevereiro de 2021 | Simba          | 1 – 0     | Al-Ahly | Estádio Nacional, Dar es Salaam |
| 16:00 (UTC+3)           | Miquissone 31' | Relatório |         | Árbitro: CMR Alioum Alioum      |

| 23 de fevereiro de 2021 | Al-Merrikh   | 1 – 4     | AS Vita Club                                        | Estádio Al-Hilal, Ondurmã     |
| 15:00 (UTC+2)           | Saadeldin 8' | Relatório | Mukokiani 28', 83' · Shabani 37' (pen) · Masasi 68' | Árbitro: ALG Mustapha Ghorbal |

| 6 de março de 2021 | Al-Merrikh | 0 – 0     | Simba | Estádio Al-Hilal, Ondurmã    |
| 15:00 (UTC+2)      |            | Relatório |       | Árbitro: SEY Bernard Camille |

| 6 de março de 2021 | Al-Ahly                 | 2 – 2     | AS Vita Club                   | Estádio Internacional do Cairo, Cairo |
| 21:00 (UTC+2)      | Sherif 69' · Mohsen 71' | Relatório | Lilepo 41' · Tulengi 80' (pen) | Árbitro: MAR Rédouane Jiyed           |

| 16 de março de 2021 | Simba                                      | 3 – 0     | Al-Merrikh | Estádio Nacional, Dar es Salaam |
| 16:00 (UTC+3)       | Miquissone 18' · Husseini 39' · Mugalu 50' | Relatório |            | Árbitro: RSA Victor Gomes       |

| 16 de março de 2021 | AS Vita Club | 0 – 3     | Al-Ahly                           | Stade des Martyrs, Kinshasa |
| 14:00 (UTC+1)       |              | Relatório | Sherif 6' · Magdy 19' · Taher 78' | Árbitro: BOT Joshua Bondo   |

| 3 de abril de 2021 | Simba                                          | 4 – 1     | AS Vita Club | Estádio Nacional, Dar es Salaam |
| 16:00 (UTC+3)      | Miquissone 30' · Chama 45+1', 84' · Bwalya 66' | Relatório | Soze 32'     | Árbitro: TUN Haythem Guirat     |

| 3 de abril de 2021 | Al-Merrikh            | 2 – 2     | Al-Ahly                          | Estádio Al-Hilal, Ondurmã          |
| 15:00 (UTC+2)      | Agab 26' · Bakhit 36' | Relatório | Banoun 81' (pen) · Ibrahim 90+4' | Árbitro: ETH Bamlak Tessema Weyesa |

| 9 de abril de 2021 | Al-Ahly    | 1 – 0     | Simba | Estádio Al Salam, Cairo       |
| 21:00 (UTC+2)      | Sherif 32' | Relatório |       | Árbitro: ALG Mustapha Ghorbal |

| 9 de abril de 2021 | AS Vita Club                          | 3 – 1     | Al-Merrikh       | Stade des Martyrs, Kinshasa          |
| 20:00 (UTC+1)      | Mangoba 9' · Kalala 52' · Tulengi 80' | Relatório | Edjomariegwe 31' | Árbitro: MTN Abdel Aziz Mohamed Bouh |

### Grupo B
| Pos. | Equipe            | Pts | J | V | E | D | GP | GC | SG |
| ---- | ----------------- | --- | - | - | - | - | -- | -- | -- |
| 1    | Mamelodi Sundowns | 13  | 6 | 4 | 1 | 1 | 10 | 4  | +6 |
| 2    | CR Belouizdad     | 9   | 6 | 2 | 3 | 1 | 6  | 6  | 0  |
| 3    | TP Mazembe        | 5   | 6 | 1 | 2 | 3 | 3  | 6  | –3 |
| 4    | Al-Hilal          | 4   | 6 | 0 | 4 | 2 | 2  | 5  | –3 |

|                   | TPM | MSD | HIL | CRB |
| ----------------- | --- | --- | --- | --- |
| TP Mazembe        |     | 1–2 | 2–1 | 0–0 |
| Mamelodi Sundowns | 1–0 |     | 2–0 | 0–2 |
| Al-Hilal          | 0–0 | 0–0 |     | 0–0 |
| CR Belouizdad     | 2–0 | 1–5 | 1–1 |     |

| 13 de fevereiro de 2021 | TP Mazembe | 0 – 0     | CR Belouizdad | Stade TP Mazembe, Lubumbashi    |
| 15:00 (UTC+2)           |            | Relatório |               | Árbitro: GAB Eric Otogo-Castane |

| 13 de fevereiro de 2021 | Mamelodi Sundowns        | 2 – 0     | Al-Hilal | Estádio Loftus Versfeld, Pretória |
| 18:00 (UTC+2)           | Lebusa 10' · Erasmus 90' | Relatório |          | Árbitro: EGY Gehad Grisha         |

| 24 de fevereiro de 2021 | Al-Hilal | 0 – 0     | TP Mazembe | Estádio Al-Hilal, Ondurmã  |
| 15:00 (UTC+2)           |          | Relatório |            | Árbitro: MAR Samir Guezzaz |

| 28 de fevereiro de 2021 | CR Belouizdad | 1 – 5     | Mamelodi Sundowns                                             | Estádio Nacional, Dar es Salaam (Tanzânia) |
| 16:00 (UTC+3)           | Sayoud 44'    | Relatório | Zwane 5' (pen), 55' · Shalulile 48' · Maboe 75' · Erasmus 89' | Árbitro: MLI Boubou Traore                 |

| 5 de março de 2021 | CR Belouizdad | 1 – 1     | Al-Hilal | Estádio 5 de Julho de 1962, Argel |
| 20:00 (UTC+1)      | Koukpo 43'    | Relatório | Raman 3' | Árbitro: SEN Maguette N'Diaye     |

| 6 de março de 2021 | TP Mazembe | 1 – 2     | Mamelodi Sundowns         | Stade TP Mazembe, Lubumbashi |
| 15:00 (UTC+2)      | Mputu 82'  | Relatório | Shalulile 67' · Lakay 90' | Árbitro: CMR Alioum Alioum   |

| 16 de março de 2021 | Al-Hilal | 0 – 0     | CR Belouizdad | Estádio Al-Hilal, Ondurmã   |
| 15:00 (UTC+2)       |          | Relatório |               | Árbitro: EGY Mohamed Marouf |

| 16 de março de 2021 | Mamelodi Sundowns | 1 – 0     | TP Mazembe | Estádio Loftus Versfeld, Pretória |
| 18:00 (UTC+2)       | Maboe 28'         | Relatório |            | Árbitro: TUN Youssef Essrayri     |

| 2 de abril de 2021 | Al-Hilal | 0 – 0     | Mamelodi Sundowns | Estádio Al-Hilal, Ondurmã  |
| 15:00 (UTC+2)      |          | Relatório |                   | Árbitro: ZAM Janny Sikazwe |

| 2 de abril de 2021 | CR Belouizdad           | 2 – 0     | TP Mazembe | Estádio 5 de Julho de 1962, Argel |
| 20:00 (UTC+1)      | Sayoud 84' · Bechou 86' | Relatório |            | Árbitro: EGY Mahmoud El Banna     |

| 9 de abril de 2021 | TP Mazembe               | 2 – 1     | Al-Hilal   | Stade TP Mazembe, Lubumbashi           |
| 15:00 (UTC+2)      | Beya 18' · Tshibangu 76' | Relatório | Mugadam 2' | Árbitro: BDI Pacifique Ndabihawenimana |

| 9 de abril de 2021 | Mamelodi Sundowns | 0 – 2     | CR Belouizdad          | Estádio Loftus Versfeld, Pretória |
| 15:00 (UTC+2)      |                   | Relatório | Sayoud 29' · Gasmi 45' | Árbitro: BOT Joshua Bondo         |

### Grupo C
| Pos. | Equipe           | Pts | J | V | E | D | GP | GC | SG |
| ---- | ---------------- | --- | - | - | - | - | -- | -- | -- |
| 1    | Wydad Casablanca | 13  | 6 | 4 | 1 | 1 | 9  | 1  | +8 |
| 2    | Kaizer Chiefs    | 9   | 6 | 2 | 3 | 1 | 5  | 6  | –1 |
| 3    | Horoya           | 9   | 6 | 2 | 3 | 1 | 5  | 4  | +1 |
| 4    | Petro de Luanda  | 1   | 6 | 0 | 1 | 5 | 0  | 8  | –8 |

|                  | WAC | HOR | PET | KZC |
| ---------------- | --- | --- | --- | --- |
| Wydad Casablanca |     | 2–0 | 2–0 | 4–0 |
| Horoya           | 0–0 |     | 2–0 | 2–2 |
| Petro de Luanda  | 0–1 | 0–1 |     | 0–0 |
| Kaizer Chiefs    | 1–0 | 0–0 | 2–0 |     |

| 13 de fevereiro de 2021 | Horoya                        | 2 – 0     | Petro de Luanda | Estádio General Lansana Conté, Conacri |
| 16:00 (UTC+0)           | Nikièma 36' (pen) · Barry 85' | Relatório |                 | Árbitro: MTN Beida Dahane              |

| 23 de fevereiro de 2021 | Petro de Luanda | 0 – 1     | Wydad Casablanca | Estádio 11 de Novembro, Luanda         |
| 14:00 (UTC+1)           |                 | Relatório | El Kaabi 71'     | Árbitro: COD Jean-Jacques Ndala Ngambo |

| 23 de fevereiro de 2021 | Kaizer Chiefs | 0 – 0     | Horoya | Estádio FNB, Joanesburgo  |
| 18:00 (UTC+2)           |               | Relatório |        | Árbitro: BOT Joshua Bondo |

| 28 de fevereiro de 2021 | Wydad Casablanca                                            | 4 – 0     | Kaizer Chiefs | Stade du 4 Août, Ouagadougou (Burkina Faso) |
| 16:00 (UTC+0)           | Ounajem 7' · El Kaabi 44' · Msuva 86' · Jabrane 90+2' (pen) | Relatório |               | Árbitro: TUN Sadok Selmi                    |

| 6 de março de 2021 | Kaizer Chiefs              | 2 – 0     | Petro de Luanda | Estádio FNB, Joanesburgo           |
| 18:00 (UTC+2)      | Mathoho 30' · Mashiane 79' | Relatório |                 | Árbitro: ETH Bamlak Tessema Weyesa |

| 6 de março de 2021 | Wydad Casablanca         | 2 – 0     | Horoya | Estádio Mohammed V, Casablanca |
| 20:00 (UTC+1)      | El Kaabi 19' · Msuva 90' | Relatório |        | Árbitro: ALG Mehdi Abid Charef |

| 16 de março de 2021 | Petro de Luanda | 0 – 0     | Kaizer Chiefs | Estádio 11 de Novembro, Luanda         |
| 17:00 (UTC+1)       |                 | Relatório |               | Árbitro: BDI Pacifique Ndabihawenimana |

| 16 de março de 2021 | Horoya | 0 – 0     | Wydad Casablanca | Estádio General Lansana Conté, Conacri |
| 16:00 (UTC+0)       |        | Relatório |                  | Árbitro: GHA Daniel Laryea             |

| 3 de abril de 2021 | Petro de Luanda | 0 – 1     | Horoya       | Estádio 11 de Novembro, Luanda |
| 17:00 (UTC+1)      |                 | Relatório | S. Camara 2' | Árbitro: GAB Pierre Atcho      |

| 3 de abril de 2021 | Kaizer Chiefs | 1 – 0     | Wydad Casablanca | Estádio FNB, Joanesburgo         |
| 18:00 (UTC+2)      | Parker 48'    | Relatório |                  | Árbitro: EGY Ibrahim Nour El Din |

| 10 de abril de 2021 | Wydad Casablanca           | 2 – 0     | Petro de Luanda | Estádio Mohammed V, Casablanca |
| 20:00 (UTC+1)       | El Karti 15' · Ounajem 22' | Relatório |                 | Árbitro: LBY Mutaz Ibrahim     |

| 10 de abril de 2021 | Horoya                      | 2 – 2     | Kaizer Chiefs                   | Estádio General Lansana Conté, Conacri |
| 19:00 (UTC+0)       | Barry 45+2' · S. Camara 69' | Relatório | Cardoso 67' (pen) · Billiat 76' | Árbitro: GAM Bakary Gassama            |

### Grupo D
| Pos. | Equipe             | Pts | J | V | E | D | GP | GC | SG |
| ---- | ------------------ | --- | - | - | - | - | -- | -- | -- |
| 1    | Espérance de Tunis | 11  | 6 | 3 | 2 | 1 | 9  | 6  | +3 |
| 2    | MC Alger           | 9   | 6 | 2 | 3 | 1 | 4  | 4  | 0  |
| 3    | Zamalek            | 8   | 6 | 2 | 2 | 2 | 7  | 5  | +2 |
| 4    | Teungueth          | 4   | 6 | 1 | 1 | 4 | 4  | 9  | –5 |

|                    | EST | ZAM | MCA | TEU |
| ------------------ | --- | --- | --- | --- |
| Espérance de Tunis |     | 3–1 | 1–1 | 2–1 |
| Zamalek            | 0–1 |     | 0–0 | 4–1 |
| MC Alger           | 1–1 | 0–2 |     | 1–0 |
| Teungueth          | 2–1 | 0–0 | 0–1 |     |

| 12 de fevereiro de 2021 | Zamalek | 0 – 0     | MC Alger | Estádio Internacional do Cairo, Cairo |
| 21:00 (UTC+2)           |         | Relatório |          | Árbitro: ETH Bamlak Tessema Weyesa    |

| 13 de fevereiro de 2021 | Espérance de Tunis              | 2 – 1     | Teungueth  | Stade Olympique de Radès, Radès |
| 14:00 (UTC+1)           | Khenissi 45' (pen) · Khalid 73' | Relatório | Sillah 33' | Árbitro: KEN Peter Waweru       |

| 23 de fevereiro de 2021 | Teungueth | 0 – 0     | Zamalek | Stade Lat-Dior, Thiès      |
| 16:00 (UTC+0)           |           | Relatório |         | Árbitro: GHA Daniel Laryea |

| 23 de fevereiro de 2021 | MC Alger    | 1 – 1     | Espérance de Tunis | Estádio 5 de Julho de 1962, Argel |
| 20:00 (UTC+1)           | Bensaha 27' | Relatório | Benguit 60'        | Árbitro: MAR Rédouane Jiyed       |

| 6 de março de 2021 | Teungueth | 0 – 1     | MC Alger     | Stade Lat-Dior, Thiès     |
| 16:00 (UTC+0)      |           | Relatório | Belkheir 14' | Árbitro: MTN Beida Damane |

| 6 de março de 2021 | Espérance de Tunis                  | 3 – 1     | Zamalek            | Stade Olympique de Radès, Radès |
| 17:00 (UTC+1)      | Togui 26' · Romdhane 45' (pen), 53' | Relatório | Abou El Fotouh 39' | Árbitro: ZAM Janny Sikazwe      |

| 16 de março de 2021 | MC Alger      | 1 – 0     | Teungueth | Estádio 5 de Julho de 1962, Argel |
| 20:00 (UTC+1)       | Benaldjia 25' | Relatório |           | Árbitro: MLI Boubou Traoré        |

| 16 de março de 2021 | Zamalek | 0 – 1     | Espérance de Tunis | Estádio Internacional do Cairo, Cairo  |
| 21:00 (UTC+2)       |         | Relatório | Elhouni 73'        | Árbitro: COD Jean-Jacques Ndala Ngambo |

| 3 de abril de 2021 | Teungueth                  | 2 – 1     | Espérance de Tunis | Stade Lat-Dior, Thiès          |
| 16:00 (UTC+0)      | Niang 38' · B. D. Diop 72' | Relatório | Ben Romdhane 28'   | Árbitro: CMR Blaise Yuven Ngwa |

| 3 de abril de 2021 | MC Alger | 0 – 2     | Zamalek                  | Estádio 5 de Julho de 1962, Argel  |
| 20:00 (UTC+1)      |          | Relatório | Obama 7' · Shikabala 33' | Árbitro: MAR Noureddine El Jaafari |

| 10 de abril de 2021 | Espérance de Tunis | 1 – 1     | MC Alger     | Stade Olympique de Radès, Radès |
| 17:00 (UTC+1)       | Ben Khalifa 31'    | Relatório | Belkheir 68' | Árbitro: RSA Victor Gomes       |

| 10 de abril de 2021 | Zamalek                                   | 4 – 1     | Teungueth | Estádio Internacional do Cairo, Cairo |
| 18:00 (UTC+2)       | Mah. Hamdy 16', 41' · Mar. Hamdy 25', 38' | Relatório | Sakho 48' | Árbitro: MLI Mahamadou Keita          |